# Vladikavkaz
Vladikavkaz (ru. Владикавказ, osetă Дзæуджыхъæу Dzăudjîqău) este un oraș din Republica Osetia de Nord, Federația Rusă și are o populație de 315.608 locuitori. Orașul Vladikavkaz este capitala Republicii Osetia de Nord. Până în 1990 orașul s-a numit Ordjonikidze.

## Personalități
- Ilia al II-lea al Georgiei (n. 1933), cleric ortodox georgian;
- Evgheni Aleinikov (1967 - 2024), trăgător de tir;
- Murat Gassiev (n. 1993), boxer.